# Iphiaulax ehrenbergi
Iphiaulax ehrenbergi är en stekelart som beskrevs av Embrik Strand 1912. Iphiaulax ehrenbergi ingår i släktet Iphiaulax och familjen bracksteklar. Inga underarter finns listade i Catalogue of Life.